# Право на землю в Україні
Абсолютне право на землю (з її природними ресурсами) — це право власності народу (громадян) України на частину Земної поверхні в межах території країни та на природні ресурси її континентального шельфу (морської) економічної зони. В юридичній літературі досить поширеною є точка зору, відповідно до якої вважається, що абсолютними є ті права, які не підлягають обмеженню (відчуженню). Від імені Українського народу права власника здійснюють органи державної влади та органи місцевого самоврядування в межах, визначених Конституцією України. Земля є основним національним багатством, що перебуває під особливою охороною держави.
Земля з точки зору права розглядається у різних значеннях:
- земля як національне багатство (охоплює усі надра, атмосферне повітря, водні та інші природні ресурси), що є об'єктом абсолютного права власності Українського народу;
- земля як природний об'єкт і природний ресурс;
- земля в значені земельна ділянка, як частина земної поверхні з визначеними (зареєстрованими) правами та обмеженнями, визначеними межами, що характеризується певним місцем розташування (має адресу та кадастровий номер)

Право власності на землю гарантується. Використання власності на землю не може завдавати шкоди правам і свободам громадян, інтересам суспільства, погіршувати екологічну ситуацію і природні якості землі.
Земельні відносини регулюються Конституцією України, Земельним Кодексом, а також прийнятими відповідно до них нормативно-правовими актами, тобто земельним законодавством (земельним правом).
Власність на землю — належність фізичній особі, юридичній особі, територіальній громаді чи державі земельної ділянки на праві володіння, користування та розпорядження нею. При реєстрації права власності на землю, громадянин отримує витяг про земельну ділянку.
Право власності на землю є досить спірним, але застосовується майже повсюдно. Через те, що кількість землі на планеті обмежена, а населення, для якого земля є життєво необхідним ресурсом, постійно зростає, неминуче виникають конфлікти, пов'язані з земельними відносинами.
В більшості випадків виникнення права власності на конкретну земельну ділянку у однієї особи означає припинення права власності на цей об'єкт у іншої особи. Тому одні й ті ж юридичні факти можуть виступати одночасно підставами і виникнення, і припинення права власності на земельну ділянку.

## В Україні
Конституція України визначає, що власником землі в державі є народ. Правові відносини, пов'язані з правовим режимом та обігом земель в Україні регулюються Земельним кодексом України.
Ст. 78 Земельного Кодексу України встановлює зміст права власності на землю як суб'єктивного права і визначає його як сукупність правомочностей по володінню, користуванню і розпорядженню земельними ділянками в межах, визначених Кодексом.
У разі відсутності приватизованих земельних ділянок громадяни України мають право отримати безоплатно у власність із земель державної або комунальної власності по одній земельній ділянці з кожного виду використання. Таким чином, громадяни України мають можливість отримати безоплатно у власність шляхом приватизації до шести земельних ділянок з кожного виду використання в межах, передбачених ст. 121 Земельного кодексу.
Відповідно до Земельного кодексу України від 1 січня 2002 р. в Україні встановлено дві форми земельної власності:
- публічна (суспільна) власність, яка охоплює державну і комунальну власність;
- приватна власність, яка охоплює власність фізичних осіб і недержавних юридичних осіб.

Право державної власності на землю — сукупність правових норм, що визначають правові підстави і порядок набуття і реалізації права власності на землю держави, об'єкти права власності держави на землю, суб'єкти права державної власності на землю, гарантії держави як суб'єкта земельних правовідносин, підстави і порядок припинення права власності держави на землю.
В окремих випадках, Українській державі на праві власності можуть належати земельні ділянки за її державними кордонами. У частині З ст. 18 Земельного кодексу передбачено, що Україна за межами її території може мати на праві державної власності земельні ділянки, правовий режим яких визначається законодавством відповідної країни.
Право приватної власності на землю — сукупність правових норм, що визначають правові підстави і порядок набуття і реалізації громадянами України та юридичними особами України права володіти, користуватись і розпоряджатись земельною ділянкою, права і обов'язки власників земельних ділянок, об'єкти права власності на землю, гарантії захисту права приватної власності на землю, підстави і порядок припинення права власності на землю громадян та юридичних осіб.

### Суб'єкти та об'єкти права державної власності на землю
Суб'єктом права державної власності на землю виступає держава. Згідно зі ст. 84 Земельного кодексу України право державної власності на землю набувається і реалізується державою в особі Кабінету Міністрів України, Ради міністрів Автономної Республіки Крим, обласних. Київської та Севастопольської міських, районних державних адміністрацій відповідно до закону. Районні, Київська та Севастопольська міські державні адміністрації мають право розпоряджатися землями державної власності шляхом передачі їх в оренду (ст. 124 ЗК), у власність громадян (ст. 118 ЗК).

### Суб'єкти та об'єкти права комунальної власності на землю
Суб'єктами права комунальної власності на землю є територіальні громади сіл, селищ та міст. Відповідно до ст. 83 ЗК України у комунальній власності перебувають усі землі в межах населених пунктів, крім земель приватної та державної власності, а також земельні ділянки за їх межами, на яких розташовані об'єкти комунальної власності. Слід зазначити. що ЗК України надав право територіальним громадам сіл, селищ та міст об'єднувати на договірних засадах належні їм земельні ділянки комунальної власності.

### Суб'єкти та об'єкти права приватної власності на землю
Суб'єктами права приватної власності на землю є громадяни та недержавні юридичні особи. Набути та реалізувати права власності на землю може фізична особа, яка має повну земельну дієздатність — досягла 18 років. Земельний кодекс України за обсягом наданих прав на землю поділяє фізичних осіб на громадян України, іноземних громадян, осіб без громадянства.
Юридичні особи як суб'єкти права власності поділяються на вітчизняні та іноземні. Юридичні особи України мають право набувати у власність всі види земель, які можуть перебувати в приватній власності.

### Суб'єкти права спільної власності на землю
Земельні ділянки можуть перебувати у спільній власності громадян та юридичних осіб. Суб'єктами права спільної власності на земельні ділянки територіальних громад можуть бути районні та обласні ради. ЗК України (ст. 86) поділяє спільну власність на землю на два види: спільну часткову і спільну сумісну. Спільна часткова власність на землю передбачає визначення часток кожного із співвласників у права власності на земельну ділянку. А при спільній сумісній власності цього не здійснюється.

### Підстави припинення права власності на земельну ділянку
Підставами припинення права власності на земельну ділянку є:
1. добровільна відмова власника від права на земельну ділянку. Процедурою такої відмови є: 
а) отримання згоди органів виконавчої влади або органів місцевого самоврядування на одержання земельної ділянки у власність; 
б) підготовка та укладення угоди про передачу земельної ділянки відповідно державі або територіальній громаді; 
в) нотаріальне посвідчення укладеної угоди та її державна реєстрація.
2. Смерть власника земельної ділянки за відсутності спадкоємця;
3. Відчуження земельної ділянки за рішенням власника;
4. Звернення стягнення на земельну ділянку на вимогу кредитора;
5. Відчуження земельної ділянки з мотивів суспільної необхідності та для суспільних потреб;
6. Конфіскація за рішенням суду;
7. Не відчуження земельної ділянки іноземним особам та особам без громадянства у встановлений строк у визначених Земельним кодексом випадках.

## Розвиток права власності на землю в період з 1890 до 1917 року
В 1906—1907 рр. Указами царя деяка частина державних і надільних земель була передана Селянському банку для продажу селянству з ціллю послаблення земельної тісноти. Насправді земля скуповувалася в основному заможними селянами, і які одержали таким чином додаткові можливості для розширення господарства.

## Аграрні реформи Радянської влади
Після перемоги Жовтневого перевороту в земельному законодавстві Росії, України, а з 1924 р. і Союзу РСР, відбулись докорінні зміни.
Першим земельним законодавчим актом радянської держави був декрет «Про землю», прийнятий Другим Всеросійським з'їздом Рад 26 жовтня (8 листопада) 1917 р., який скасував назавжди і без будь-якого викупу право приватної власності на землю. Він був запроваджений в Українській РСР рішенням Першого Всеукраїнського з'їзду Рад від 12 (25) грудня 1917 р.
Декретом РНК РРФСР «Про соціалізацію землі» від 19 лютого 1918 р. приватна власність на землю скасовувалась назавжди і земля передавалась трудящим на засадах землекористування. В Україні маніфест Тимчасового робітничо-селянського уряду в 1919 р. проголосив, що землі поміщиків із всім живим і мертвим інвентарем повинні бути негайно відібрані у них і безплатно передані селянам. Такі ж вимоги ставилися і в Конституції УСРР 1919 р., а також в декреті РНК УСРР від 3 квітня 1920 р.
Після Другої Світової війни централізація правового регулювання земельних відносин в СРСР посилювалась. Базою дальшого розвитку земельного права став загальносоюзний Закон «Основи земельного законодавства Союзу РСР і союзних республік», прийнятий Верховною Радою СРСР у 1968 р.
Земельний кодекс УРСР був прийнятий Верховною Радою УРСР 18 грудня 1990 р. згідно з Основами законодавства Союзу РСР і союзних республік про землю, але з врахуванням Декларації про державний суверенітет України, прийнятої Верховною Радою УРСР 16 липня 1990 р.